# Forming
Forming – singel zespołu The Germs nagrany i wydany w maju 1977 przez firmę Slash Records. Utwór "Forming" nagrano w garażu Pata Smeara, utwór "The Germs Live (Sexboy)" pochodzi z koncertu w klubie "The Roxy" w Los Angeles.

## Lista utworów
1. "Forming" (B. Pyn) – 3:06
2. "The Germs Live (Sexboy)"  koncert w "The Roxy" (Los Angeles) – 2:15

## Skład
- Bobby Pyn (Darby Crash) – śpiew
- Pat Smear – gitara
- Lorna Doom – gitara basowa
- Donna Rhia – perkusja